# یواس‌اس ولی فورج (سی‌جی-۵۰)
یواس‌اس ولی فورج (سی‌جی-۵۰) (به انگلیسی: USS Valley Forge (CG-50)) یک کشتی بود که طول آن 567 feet (173 m) بود. این کشتی در سال ۱۹۸۴ ساخته شد.